# Annette Haas
 (février 2016).
Si vous disposez d'ouvrages ou d'articles de référence ou si vous connaissez des sites web de qualité traitant du thème abordé ici, merci de compléter l'article en donnant les références utiles à sa vérifiabilité et en les liant à la section « Notes et références ».
Pour les articles homonymes, voir Haas.
Annette Haas-Hamburger, née le 7 mars 1912 à Paris et morte le 28 mai 2002 à Paris, est une pianiste-concertiste française. Elle est la première femme du professeur Jean Hamburger (1909-1992), membre de l'Académie française, la mère de l'architecte Bernard Hamburger (1940-1982), de l'auteur-compositeur-interprète Michel Berger (1947-1992) et de la créatrice de parfums Franka Marny Berger. Elle est inhumée au cimetière de Montmartre.

## Biographie
Annette Haas est la fille d'un bijoutier genevois d'origine juive qui composait et jouait du violon, et dont l'épouse jouait du piano.
Dans sa jeunesse, elle habite un appartement au-dessus de celui de Francis Poulenc, qu'elle entend jouer et avec qui elle interprète son concerto pour deux pianos. Élève douée de Marguerite Long au conservatoire, elle est aussi la soliste des Concerts Colonne et des Concerts Pasdeloup.
Elle interprète Mozart, Chopin et Mendelssohn.
Elle a aussi été la répétitrice des cantatrices Mady Mesplé et Jane Rhodes.
Au début des années 1950, elle crée l'Aurore, une association qui a pour objectif de favoriser la découverte de jeunes talents.
Dix ans plus tard, elle crée le conservatoire municipal du 17e arrondissement de Paris, confie l'enseignement du théâtre à François Florent, puis en 1971, fonde le Conservatoire européen de musique de Paris.